# Rachel Lyman Field
Rachel Lyman Field (ur. 19 września 1894 w Nowym Jorku, zm. 15 marca 1942 w Los Angeles) – amerykańska pisarka i poetka, znana jako autorka książek dla dzieci.
Wydała między innymi powieści dla dorosłych Time Out of Mind (1935) i All This and Heaven Too (1938), jak również zbiory wierszy dla dzieci Taxis and Toadstools (1926), An Alphabet for Boys and Girls (1926) i A Circus Garland: Poems (1930).